# Desmognathus conanti
Espèce
Synonymes
- Desmognathus fuscus conanti Rossman, 1958

Desmognathus conanti est une espèce d'urodèles de la famille des Plethodontidae.

## Répartition
Cette espèce est endémique des États-Unis. Elle se rencontre en Floride, en Géorgie, en Alabama, au Mississippi, en Louisiane, en Arkansas, au Tennessee, en Caroline du Nord, au Kentucky et dans le sud de l'Illinois.

## Étymologie
Cette espèce est nommée en l'honneur de Roger Conant.

## Publication originale
- Rossman, 1958 : A new race of Desmognathus fuscus from the south-central United States. Herpetologica, vol. 14, p. 158-160.